# IF Björklöven
IF Björklöven je profesionální švédský hokejový tým. Byl založen v roce 1970 sloučením klubů IFK Umeå a Sandakerns SK. Název znamená doslova Březové listy a je inspirován Toronto Maple Leafs a skutečností, že Umeå má přezdívku "město bříz". V nejvyšší švédské soutěži odehrál 26 sezón, v roce 1987 se stal mistrem země. Od roku 2001 hrál druhou nejvyšší soutěž, po bankrotu v roce 2010 byl administrativně přeřazen do třetí nejvyšší soutěže. V současnosti hraje opět druhou ligu HockeyAllsvenskan.

## Nejlepší hráči
- 9 Alexander Beliavski
- 23 Roger Hägglund
- 27 Tore Öqvist
- Ulf Dahlén
- Patrik Sundström